# تری‌متیل‌استیبین
تری‌متیل‌استیبین (به انگلیسی: Trimethylstibine) با فرمول شیمیایی C
۳SbH
۹ یک ترکیب شیمیایی با شناسه پاب‌کم ۱۱۶۵۶ است. که جرم مولی آن ۱۶۶٫۸۶ g/mol می‌باشد. شکل ظاهری این ترکیب، مایع بی‌رنگ است.